# Пеннадомо
Пеннадомо (итал. Pennadomo) — коммуна в Италии, расположена в регионе Абруццо, подчиняется административному центру Кьети.
Население составляет 357 человек, плотность населения составляет 32 чел./км². Занимает площадь 11 км². Почтовый индекс — 66040. Телефонный код — 0872.
Покровителем коммуны почитается святой Лаврентий. Праздник ежегодно празднуется 10 августа.